# Rangordning
Rangordning är bestämmelser om den hierarkiska ordning som personer äger på grund av börd, särskilt medgivande, innehavt ämbete eller tjänst.

## Sverige
Den äldsta rangordningen, som är dagtecknad 10 december 1672, upptog 9 klasser. Därefter följde 1680 års rangordning, som upptog 28 nummer med ryttmästare, kaptener och assessorer i kollegierna i det sista, samt 1714 års rangordning, som upptog 40 nummer.
På framställning av riksdagen förordnade Kungl. Maj:t den 11 september 1909, att allt vad Kungl. Maj:t föreskrivit om rang eller ämbetsvärdighet för ämbets- och tjänstemän skulle upphöra att gälla. Idag innehåller Hovkalendern en placeringslista till ledning för officiella tillställningar. 

## Danmark
Rangordningen delas i fem rangklasser, 1–5. Kungahuset är inte en del av rangordningen. Rangklass 1 är den högsta och omfattar bland andra grevarna av Rosenborg, grevinnan av Frederiksborg, ministrar, presidenten för Højesteret och riddare av Elefantorden.

## Ryssland
Som ett resultat av Peter den Stores reformer infördes 1722 en rysk rangordning, den så kallade rangtabellen. Från början såg den ut som den svenska rangordningen, efter vilken den var modellerad, med en uppräkning av alla tjänster och ämbeten som innehade rang. Efterhand utvecklades dock den ryska rangtabellen till att bli en civil tjänstegradsordning, så att varje rangklass motsvarades av en viss tjänstetitel eller grad, oberoende av vilken befattning som innehades. 
Rangtabellen innehöll 14 rangklasser. Utnämningar i rangklass 1-5 avgjordes av kejsaren personligen. Automatiskt adelskap var knutet till rangklasserna. Rangklass 14 i den civila rangtabellen medförde personligt adelskap, rangklass 8 för ärftligt adelskap. Med tiden flyttades kraven på rangklass för ärftligt adelskap upp till rangklass 4. Rangtabellen var i kraft till revolutionen 1917.